# Église Santa Maria Maggiore (Assise)
Pour les articles homonymes, voir Église Santa Maria Maggiore.
L'église Santa Maria Maggiore, également connue sous le nom de sanctuaire de la spoliation, est une église située à Assise, en Ombrie, dans le centre de l'Italie.
La structure actuelle date des XIe et XIIe siècles, bien qu'elle ait été construite sur une église paléochrétienne préexistante qui avait été à son tour érigée par-dessus d'un édifice romain, le soi-disant « Properce  Domus » ou temple dédié à Apollon  ou, selon la tradition, à Janus . L'église a servi de cathédrale de la ville jusqu'en 1036, date à laquelle le titre a été transféré à l'actuelle cathédrale San Rufino.

## Architecture extérieure
L'édifice possède une façade brute divisée verticalement par des pilastres. La porte d'entrée est surmontée d'un arc ogival et d'une rosace, datée de 1163 et signée par un certain Johannes, identifié par certains comme Giovanni da Gubbio (it), l'architecte de la cathédrale d'Assise. Le clocher, construit au XIVe siècle, est de style gothique-roman.

## Architecture intérieure
L'intérieur a un plan basilical avec une nef et deux bas-côtés, séparés par des piliers. Les murs comportent des vestiges de fresques et des peintures des XIVe et XVe siècles, dont une Pietà attribuée à Tiberio d'Assisi et des œuvres de Pace di Bartolo. Il est probable que les murs aient été entièrement décorés de fresques.Il y a aussi un panneau de la Vierge à l'Enfant de l'école de Pinturicchio.
La crypte, appartenant à l'église du Xe siècle abrite des éléments architecturaux romains, des murs décorés, des trottoirs, des chapiteaux de Propertius Domus, et un sarcophage à croix sculptée, datant du IXe siècle. Du jardin attenant, on peut voir les restes des murs de l'ancienne ville.
L'église abrite les reliques du bienheureux Carlo Acutis, ce qui en fait un lieu de pèlerinage pour de nombreux fidèles catholiques.

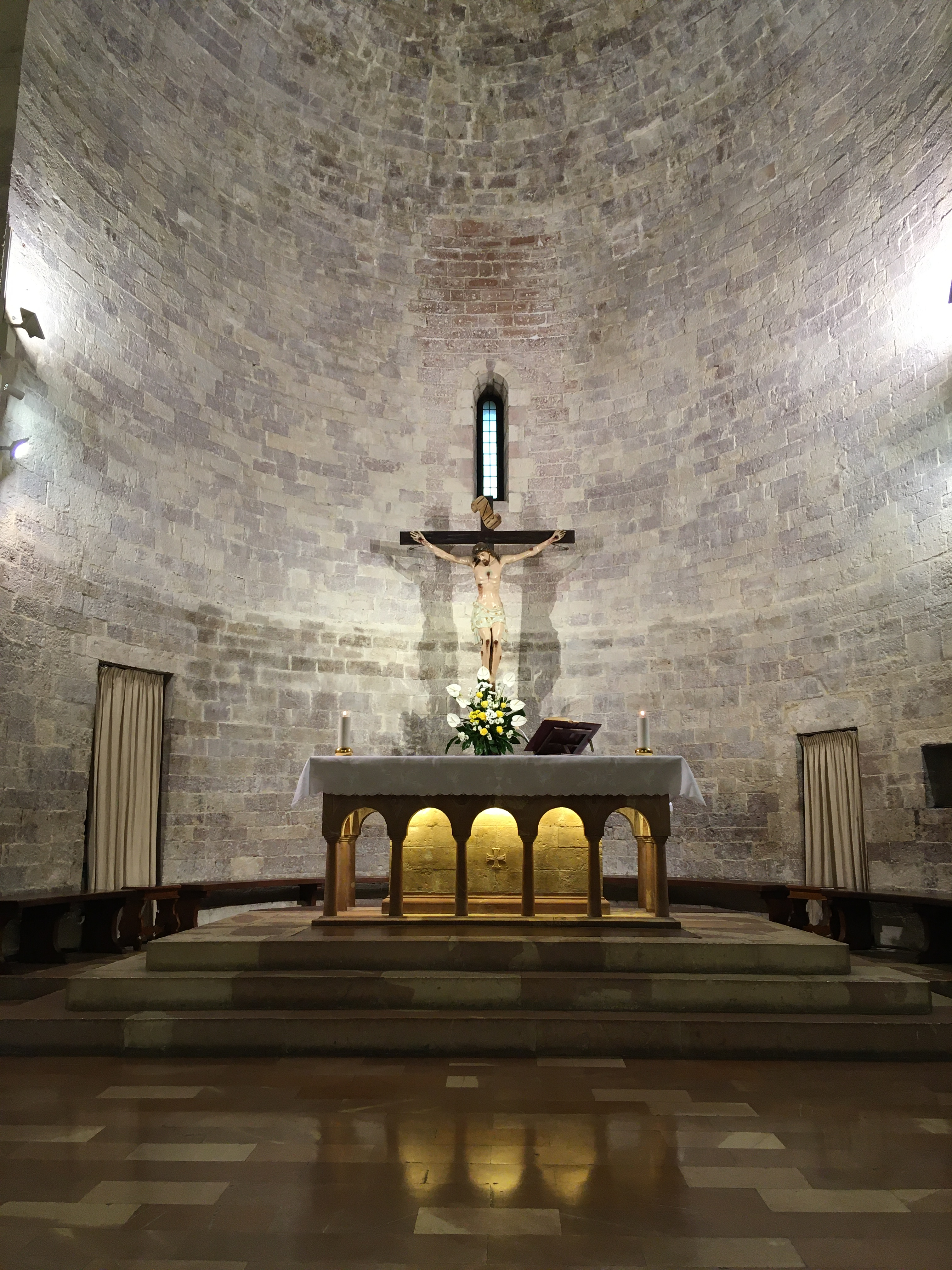
Abside
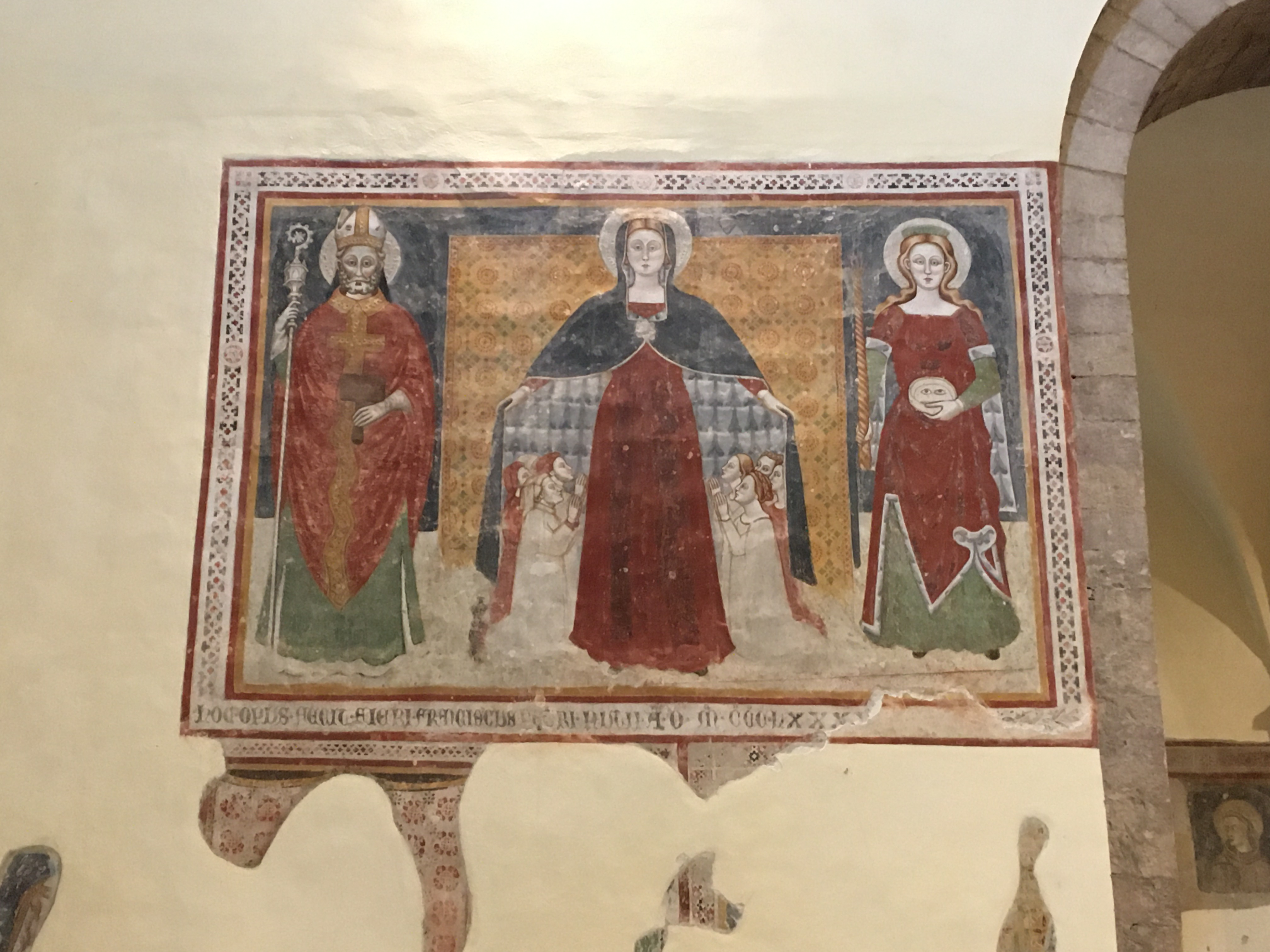
Fresques
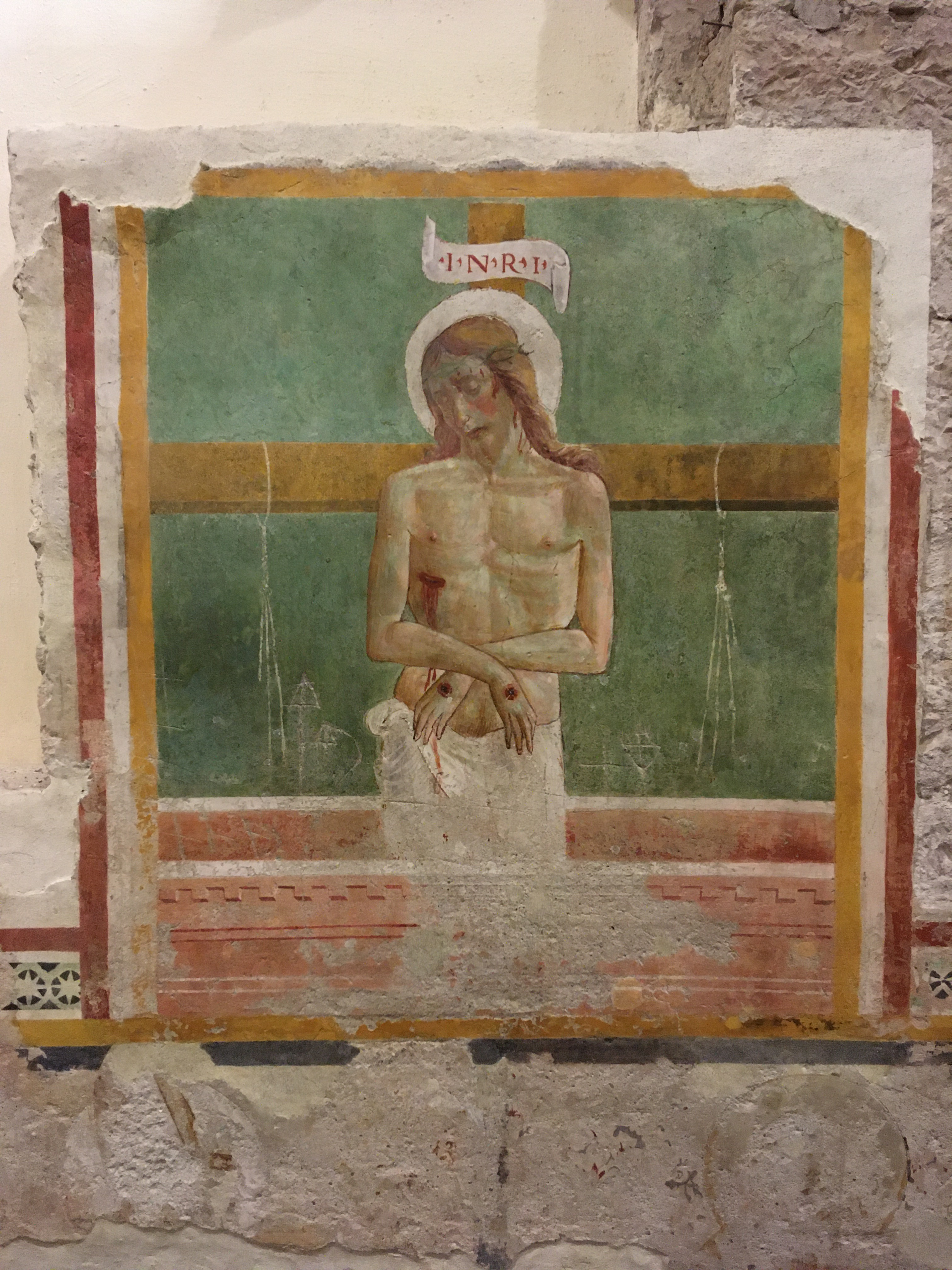
Détail fresque aile gauche